# 卡斯帕·大卫·弗里德里希
卡斯帕·大卫·弗里德里希（德語：Caspar David Friedrich，1774年9月5日—1840年5月7日），19世纪德国浪漫主义风景画家。他出生于瑞典波美拉尼亚的格赖夫斯瓦尔德镇，而當時的波美拉尼亞屬於瑞典王國。格賴夫斯瓦爾德鎮这里也是他开始学习艺术的起点。1798年起，弗里德里希开始在哥本哈根学习。作为一个艺术家，他的主要兴趣是寄情自然，他往往通过象征性和反传统的工作来传达对自然世界一种主观情感化的反应。1920年代，他的画作被表现主义者重新发掘。在1930年代和1940年代初超现实主义者和存在主义者经常从他的画中汲取灵感。
他一生都以浪漫，情懷、靈性追求的方式來表現風景畫。他的母親在他七歲的時候去世，而十三歲時，他的哥哥把他從溺水中救出，反倒送掉了自己的命。這些悲痛的經驗為他本來已经敏感的天性帶來更沉重的打擊，自此，死亡、憂愁、自然等題材便成為他所迷戀的主題。他常常漫步於山林海濱，探索自然風景的主題。他有極端敏銳的觀察力，又擅於表達光線與色彩的精微細節。他曾表示:「從一粒砂中也可以看到自然的神妙。」
他在1809年畫的《橡樹下的寺院》便是混合著死亡的題材於風景中。畫中是一塊荒蕪的墳場，畫面下方隱約可以見到幾個僧侶正抬著一副棺木準備下葬。但是在幾棵枯萎參天的橡樹和殘破的寺院下，這幅葬禮圖幾乎不可辨識，鉛灰的天空把枯樹照得只剩一株株黑影，而頹敗的寺院只剩下一面牆，看起來像是一矗巨型的墓碑，整幅景緻陰冷神祕，明淨的光圍把累贅的生命淨化為一種靈性的境界；使這幅畫充滿了宗教的訊息。弗里德里希的作品強調尖銳的明暗對比和空無的精神表現，混合著古典主義的嚴謹技法和浪漫主義的情愫。他的風景畫與歌德的小說、貝多芬的音樂，成為德國浪漫主義的佼佼者。
不過，二戰時期，希特勒使用了弗里德里希的畫作《凝月》為納粹宣傳，因此在二戰後的幾十年，弗里德里希的畫作並不獲重視。

## 代表作

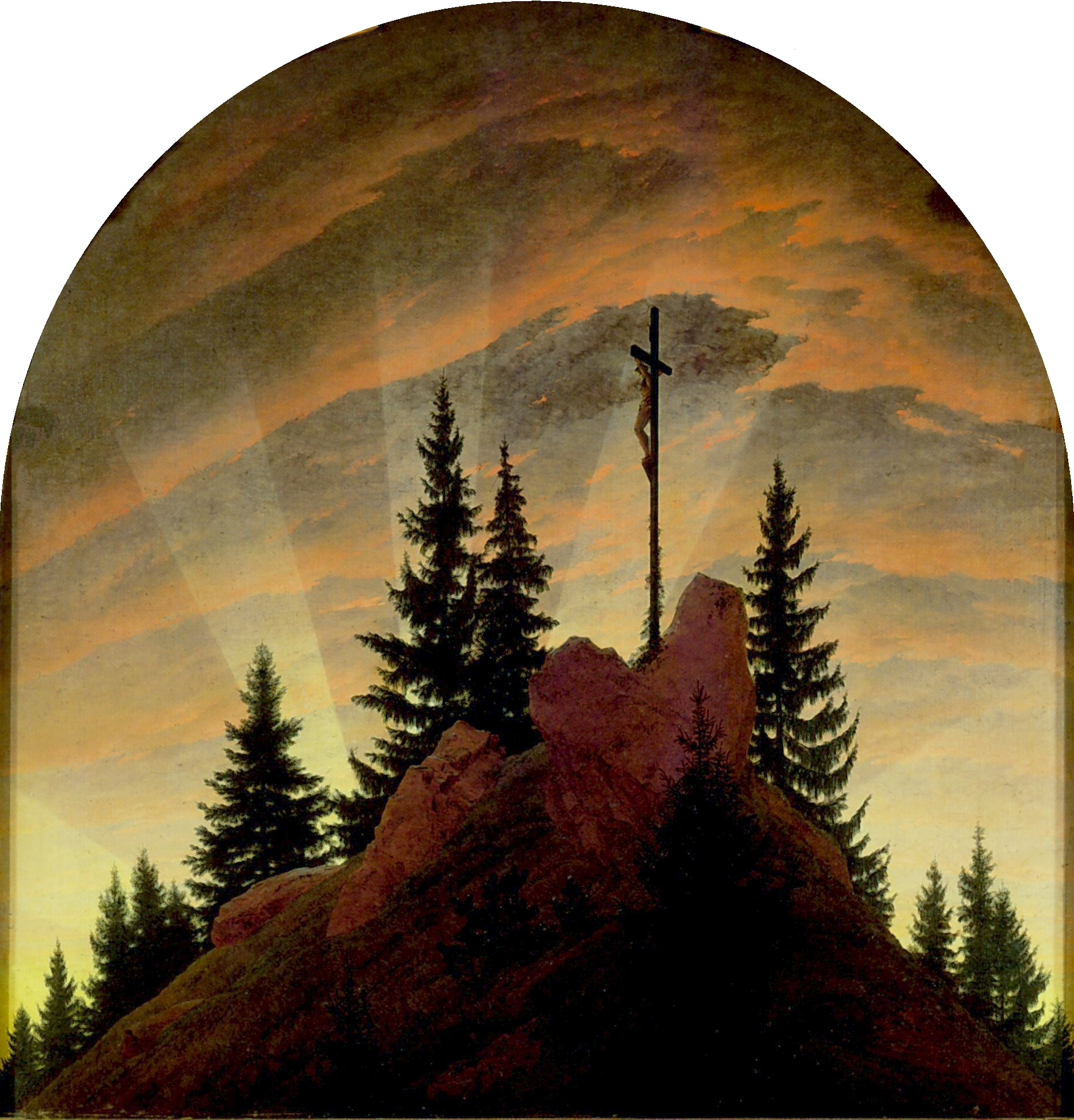
《山上的十字架》（1807-1808年）
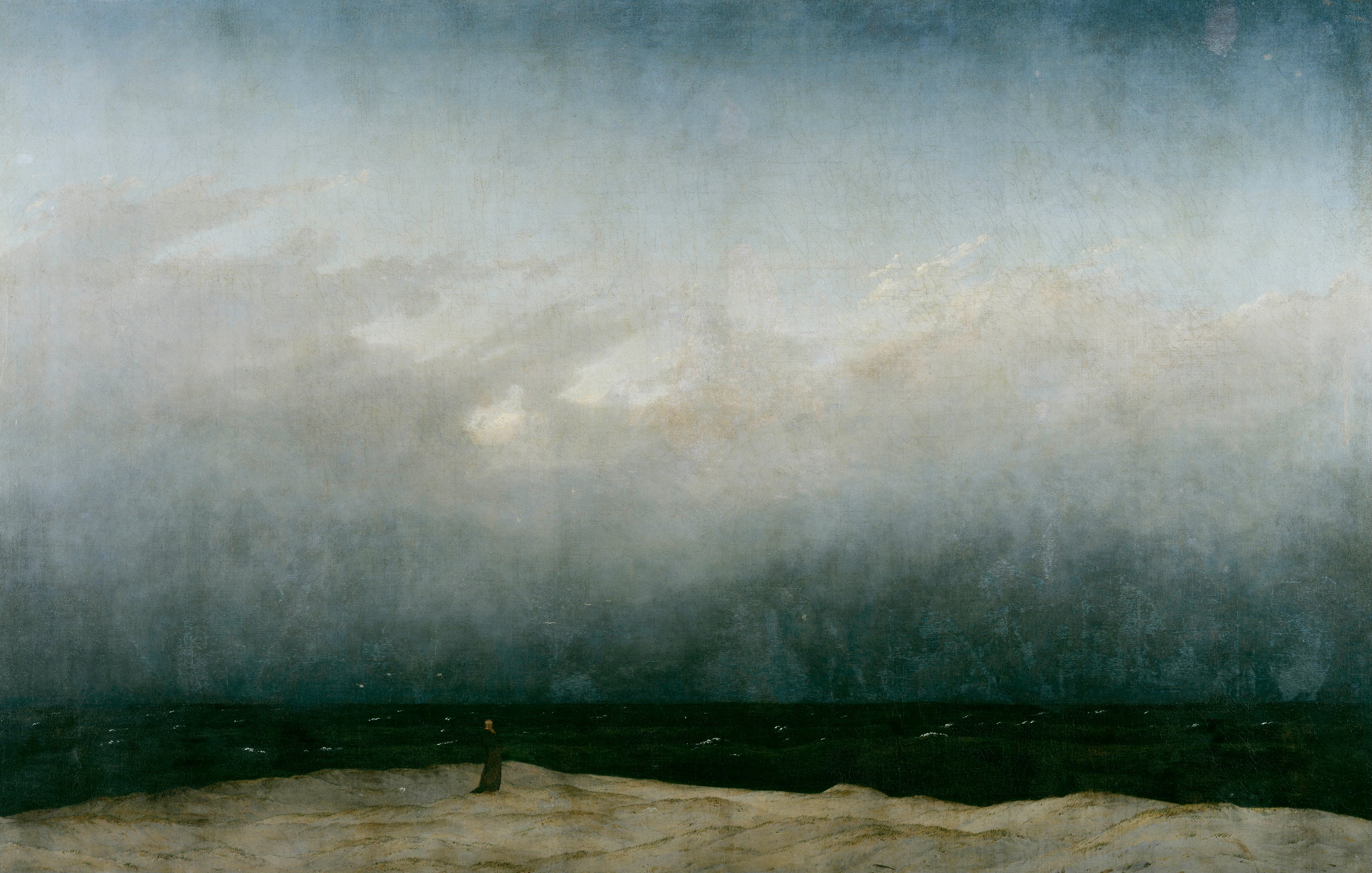
《海邊修士》（1808-1810年）
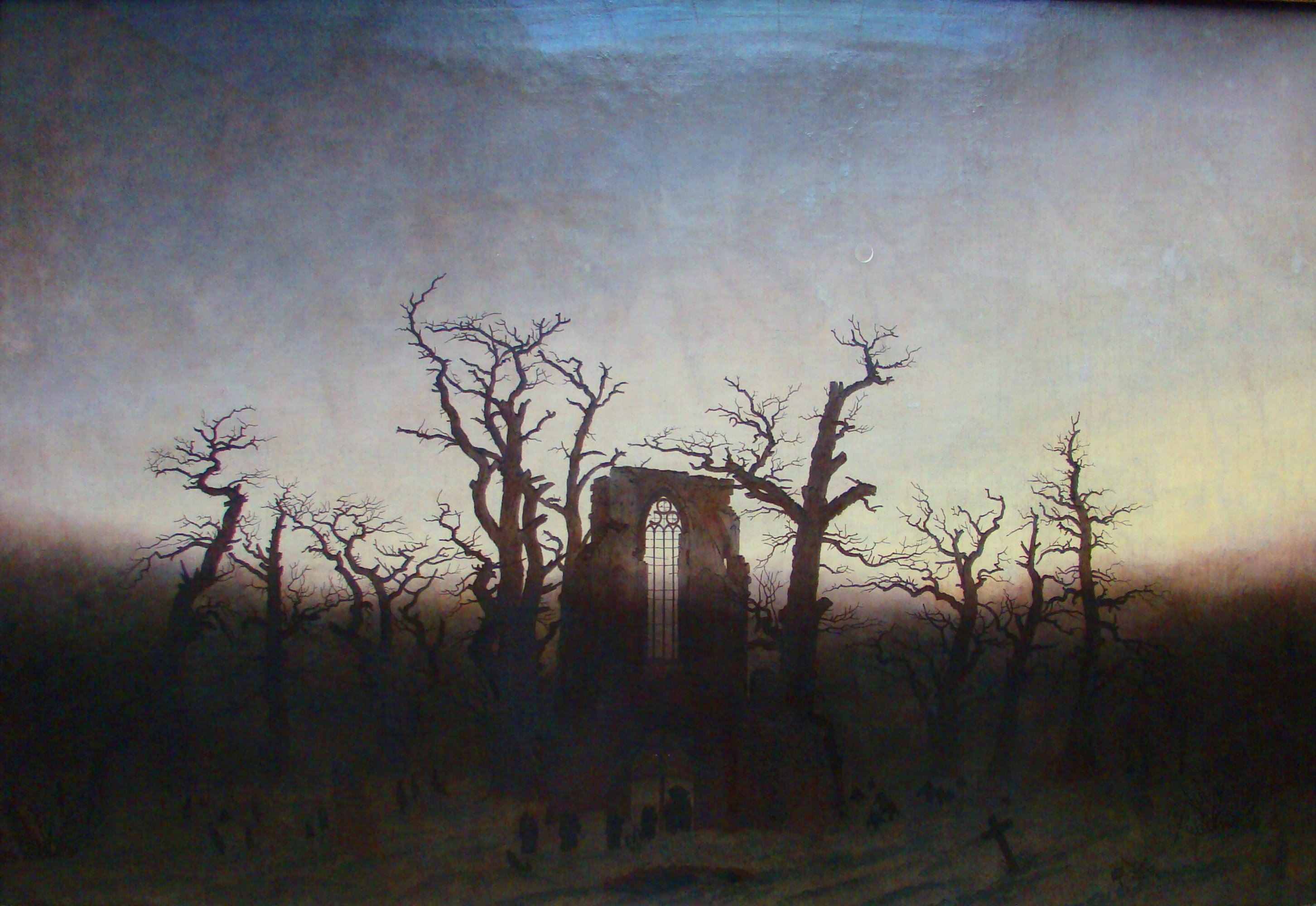
《橡樹林中的修道院》（1809-1810年）
《古代英雄墓》（1812年）
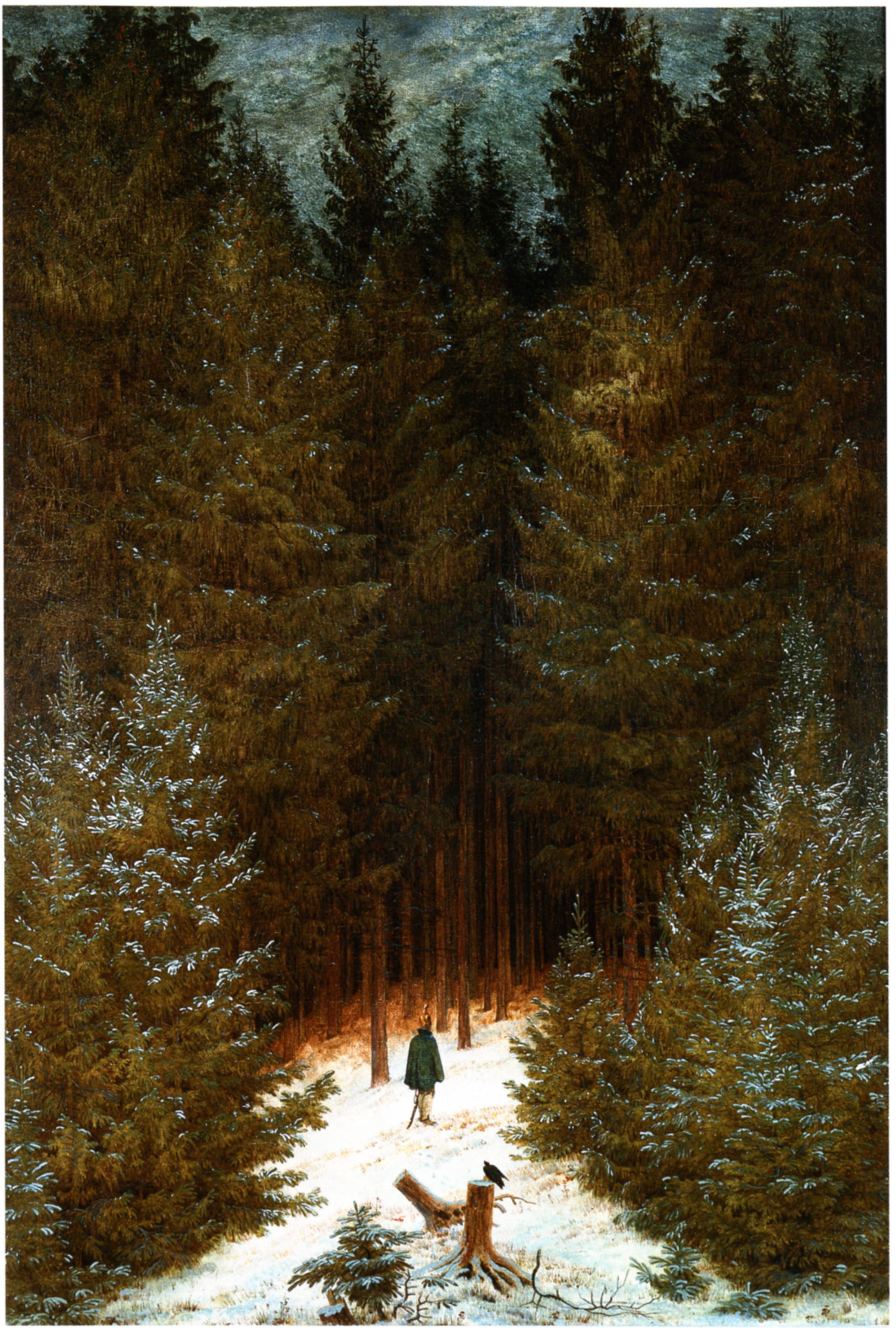
《森林中的獵兵》（1814年）
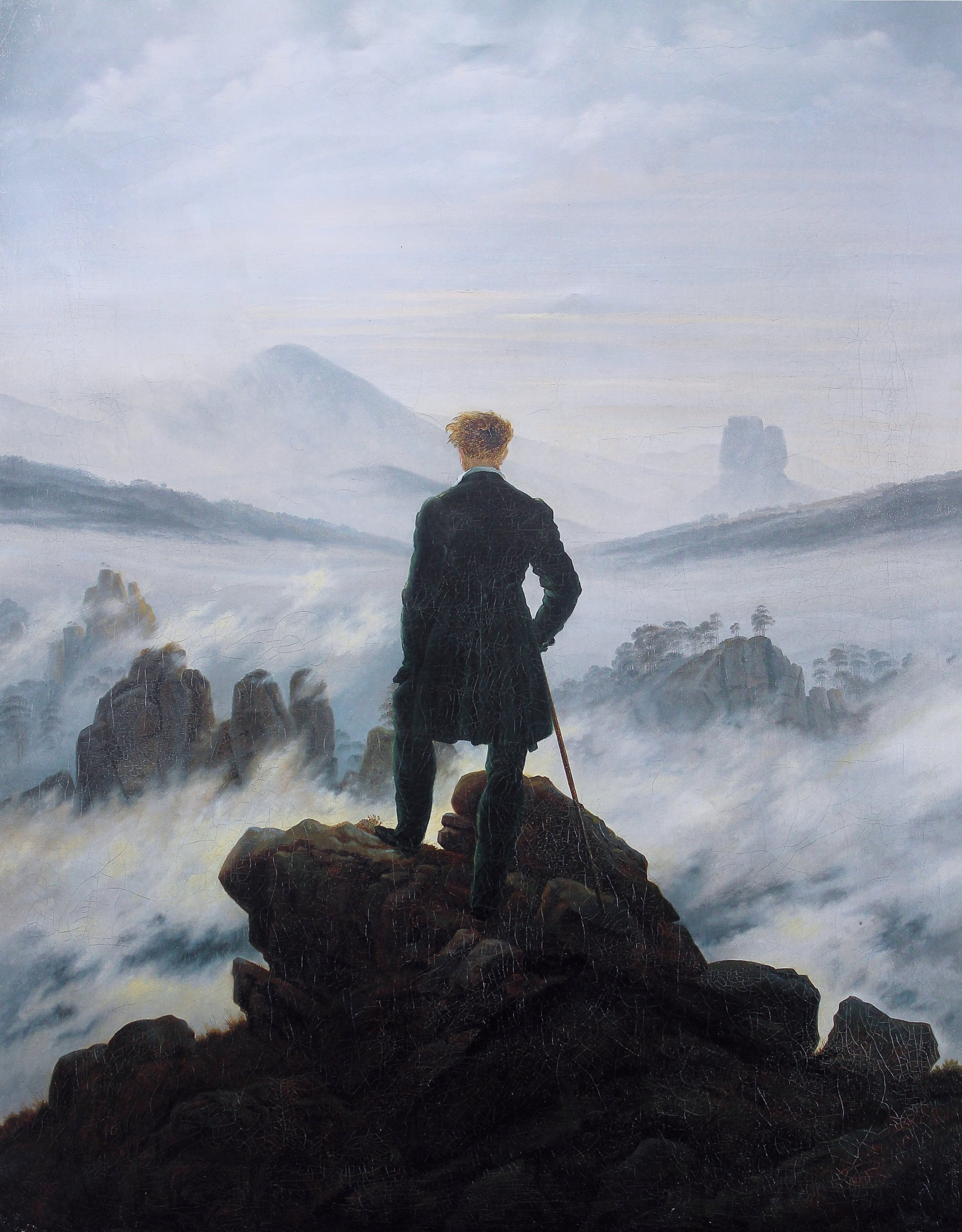
《雾海上的旅人》（1818年）
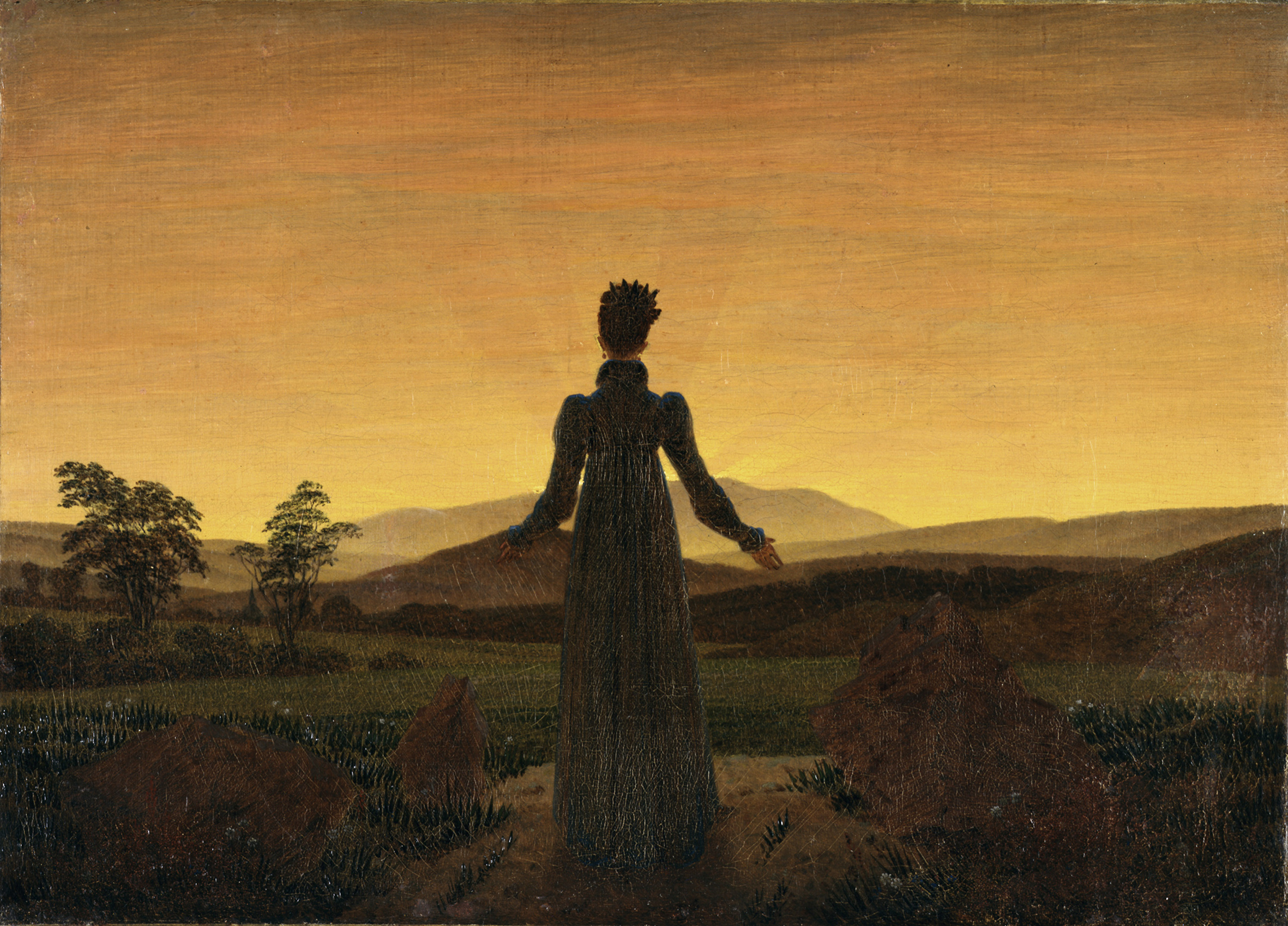
《望向日出的女人》（1818年）
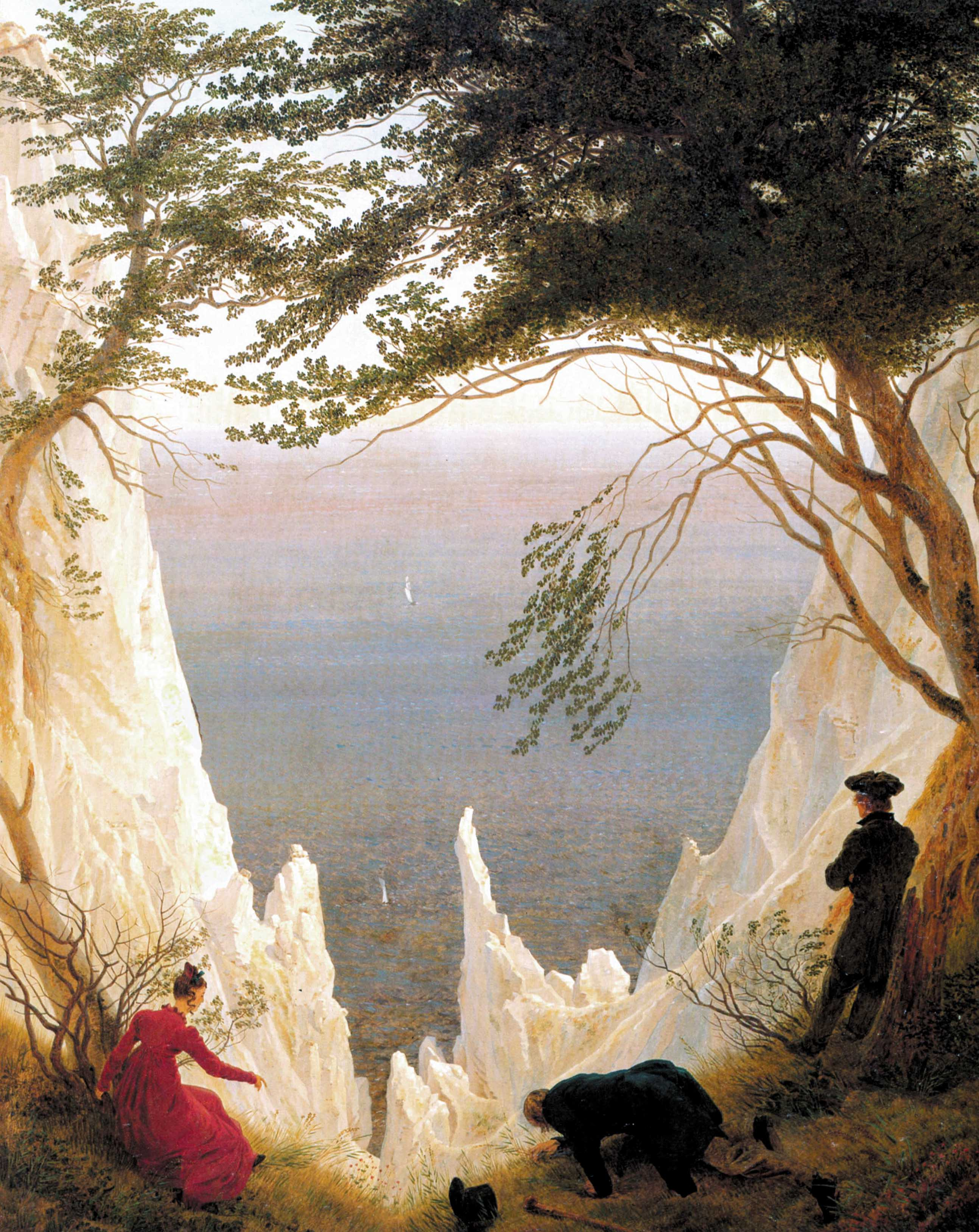
《呂根島上的白堊岩》（1818-1822年）
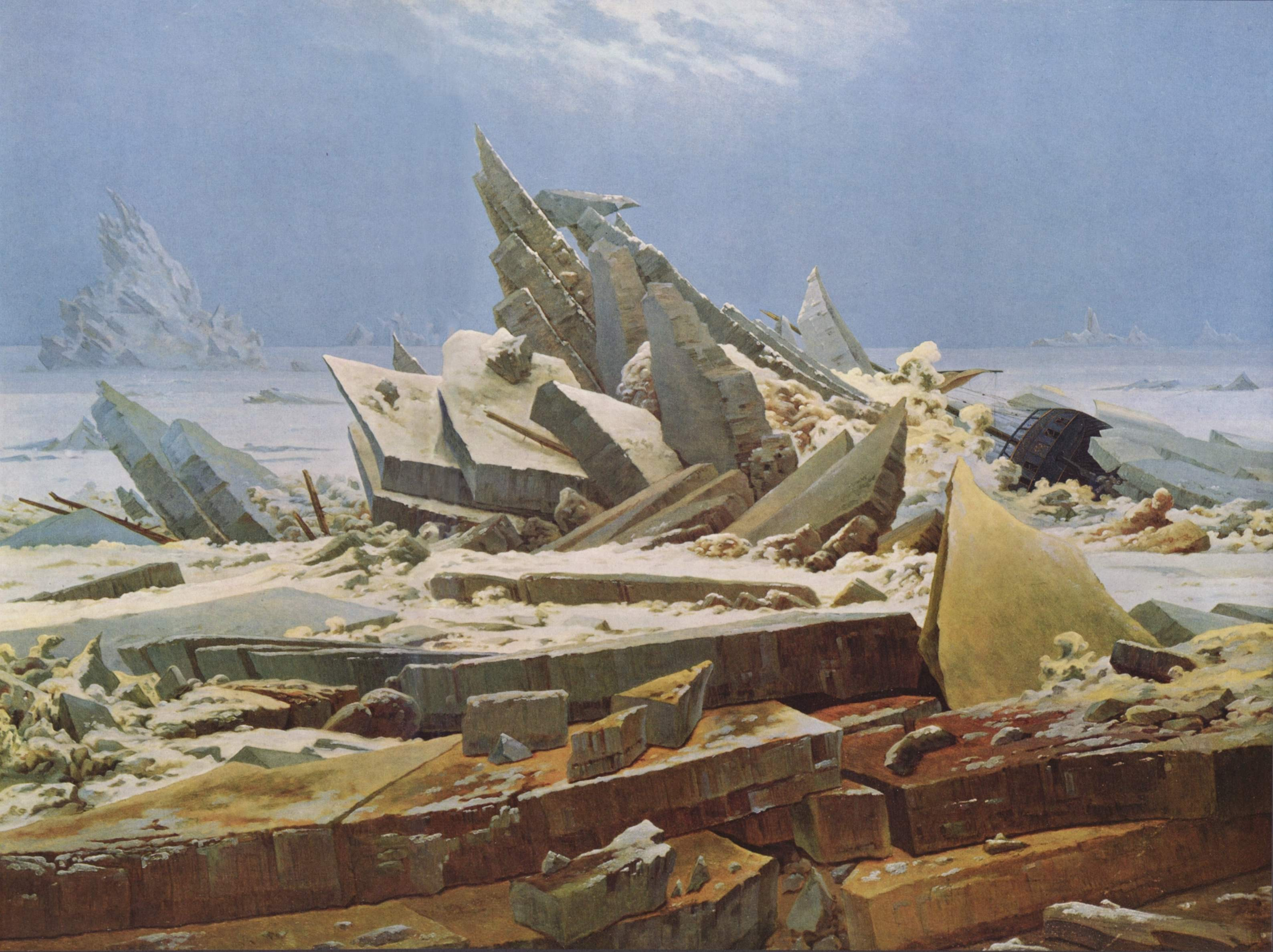
《冰海》（1823~1824年）
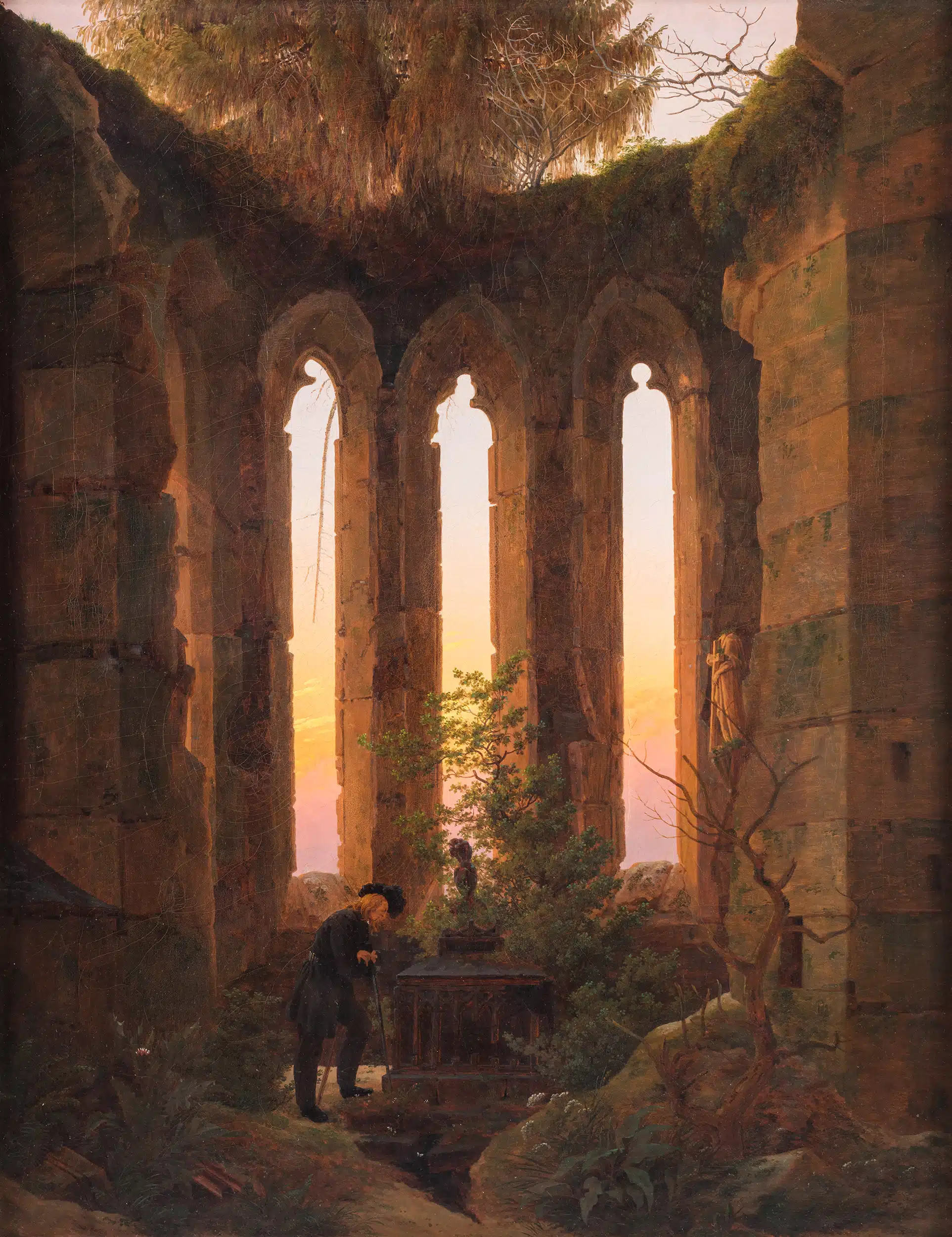
《胡藤之墓》（1823~1824年）
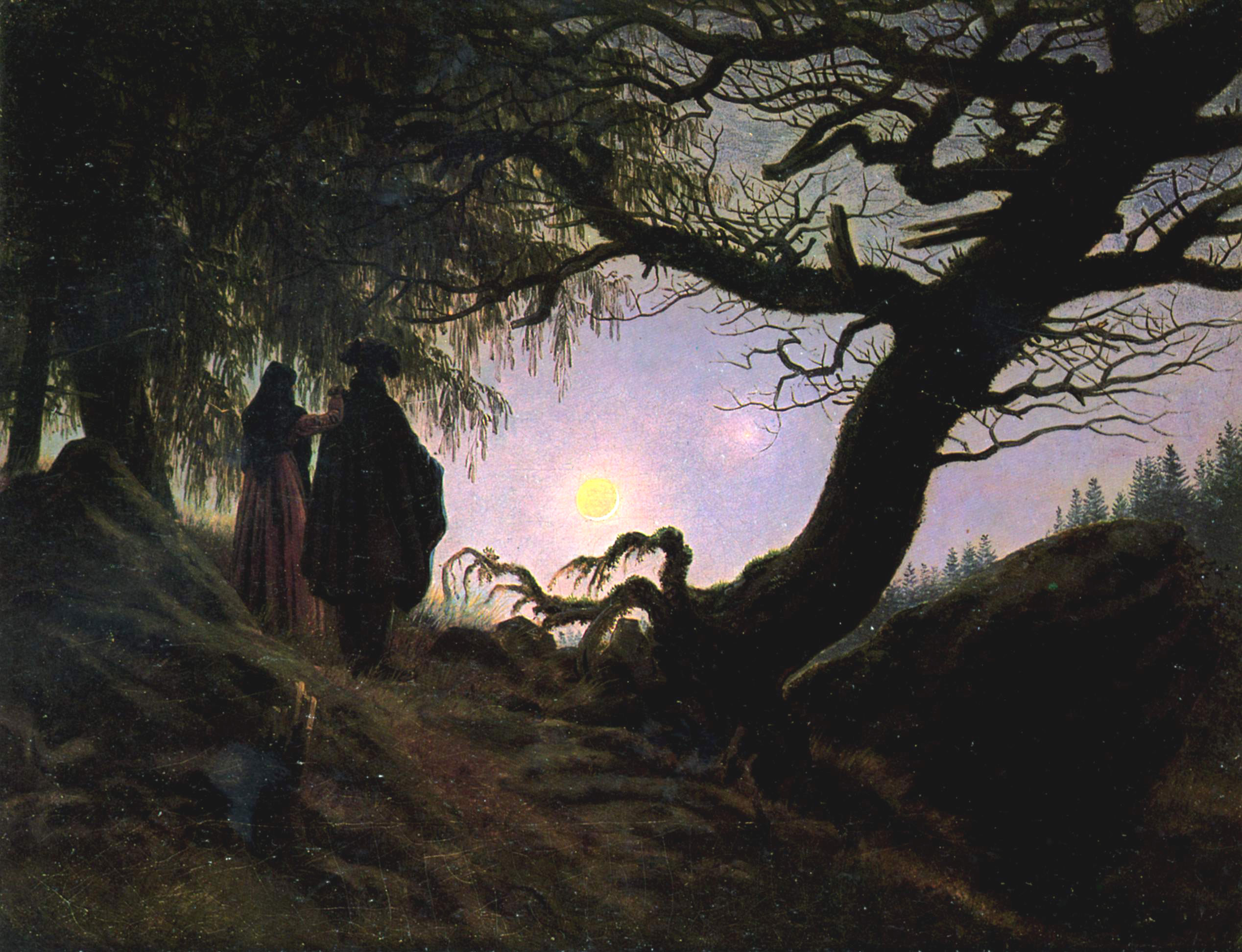
《凝望月亮的兩人》(約1820年代晚期)
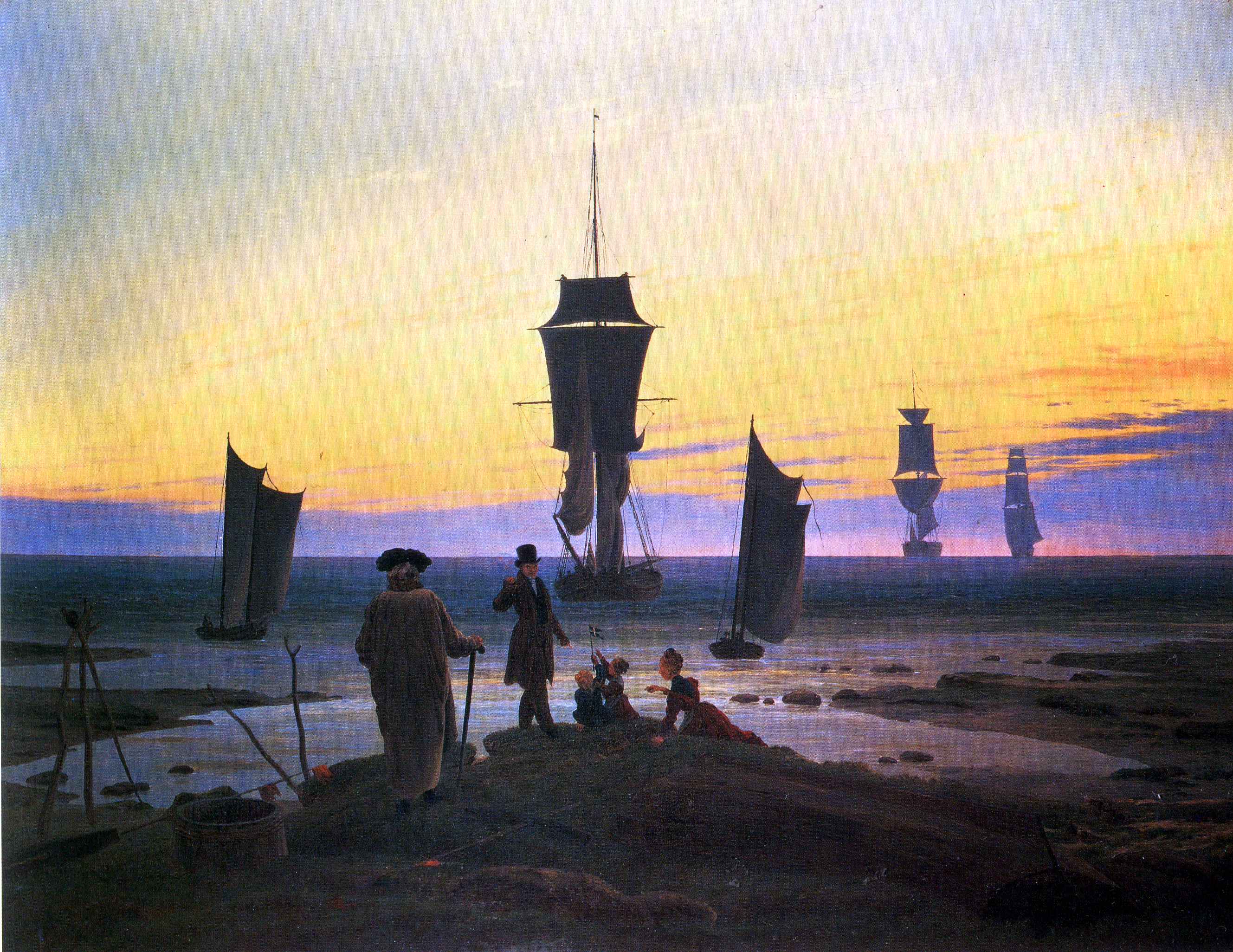
《人生諸階》（1834~1835年）

## 延伸閱讀
Caspar David Friedrich by Werner Hofmann
Caspar David Friedrich by Johannes Gustav
Caspar David Friedrich und die Theorie des Erhabenen by Johannes Gustav
Caspar David Friedrich: Geschichte als Natur by Peter Märker